# 秘密鎮 (加利福尼亞州)
秘密鎮（英語：Secret Town）是位於美國加利福尼亞州普萊瑟縣的一個非建制地區。該地的面積和人口皆未知。

## 地理
秘密鎮的座標為39°09′26″N 120°52′40″W / 39.15722°N 120.87778°W，而該地的平均海拔高度為885米（即2904英尺）。